# Linda Caicedo
Pour les articles homonymes, voir Caicedo.
Linda Caicedo, née le 25 février 2005 à Candelaria en Colombie, est une joueuse de football internationale colombienne. Elle joue actuellement au poste d'attaquante au Real Madrid.

## Biographie

### En club
Linda Caicedo commence le football dans son village natal de Villagorgona, dans la banlieue de Cali. Elle débute en première division colombienne dès l'âge de 14 ans. Lors de sa première saison, en 2019, elle remporte le championnat colombien avec l'América de Cali et termine meilleure buteuse de la compétition.
À 15 ans, on lui diagnostique un cancer des ovaires. En 2020, après sa guérison, elle rejoint les rivales de l'América, le Deportivo Cali, avec qui elle remporte également un titre en 2021.
En février 2023, alors qu'elle atteint ses 18 ans, elle est autorisée à signer dans un club étranger. La plupart des grands clubs européens et nord-américains manifestent leur intérêt, et notamment le FC Barcelone, dont elle est fan, mais Linda Caicedo choisit de rejoindre le Real Madrid. En 2023, elle est nommée pour le prix The Best – Joueuse de la FIFA.

### En sélection
En 2022, elle participe avec la Colombie à la coupe du monde des moins de 17 ans et à la coupe du monde des moins de 20 ans. Lors de cette dernière compétition, elle emmène sa sélection en finale, battue par l'Espagne, et en finit co-meilleure buteuse et deuxième meilleure joueuse derrière Vicky López.
Caicedo dispute également avec les seniors la Copa América 2022, atteint la finale, et est nommée meilleure joueuse du tournoi.
En 2023, elle participe à la Coupe du monde féminine, où elle marque un but contre la Corée du Sud, puis contre l'Allemagne (n° 2 au classement FIFA), contribuant à la victoire de la Colombie dans ces deux matches du premier tour. Ce dernier est élu but du tournoi par la FIFA. L'équipe de Colombie est éliminée en quart de finale par l'Angleterre.

## Palmarès

### En club
América de Cali
- Championnat de Colombie (1) :
  - Championne en 2019

 Deportivo Cali
- Championnat de Colombie (1) :
  - Championne en 2021

 Real Madrid
- Championnat d'Espagne
  - Vice-championne en 2023.
- Coupe d'Espagne
  - Finaliste en 2023.

### En sélection
Colombie U17
- Coupe du monde des moins de 17 ans (0) :
  - Finaliste en 2022

 Colombie
- Copa América (0) :
  - Finaliste en 2022

## Style de jeu
Linda Caicedo définit elle-même son style comme celui du football de rue. Elle aime les petits espaces, où elle peut faire parler ses qualités de toucher de balle. Elle peut évoluer soit sur les ailes soit au poste de n°10.